# Ambrosio Film
La Ambrosio Film fu una compagnia di produzione cinematografica italiana, una delle prime in assoluto nella storia del cinema italiano, attiva nei primi decenni del XX secolo.

## Storia

### Inizi (1904-1908)

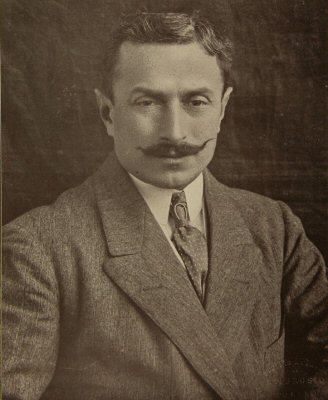
Arturo Ambrosio nel 1913

A partire dall'estate del 1904, il ragionier Arturo Ambrosio (titolare di uno studio fotografico sito a Torino in via Roma 2) e l'amico Roberto Omegna, effettuarono i loro primi esperimenti nel campo cinematografico. Di questo primo periodo risultano oggi documentati alcuni manifesti che riportano un primo logo aziendale denominato "Ambrosio Taurus", come quello attribuito alla pellicola del 1905 Briganti in Sardegna e le prime proiezioni pubbliche dei loro filmati, che ebbero luogo al Cinematofono di Torino sito in via Roma 25.
Queste prime proiezioni erano composte da delle comiche e da alcuni documentari. Questi ultimi erano di genere sportivo, come quello proiettato la sera del 26 luglio 1905 e intitolato Corsa Susa Moncenisio oppure di cronaca come quello avvenuto, a scopo benefico, la sera del 27 settembre 1905 a favore dei terremotati della Calabria. Quest'ultimo proponeva, al pubblico presente, le riprese effettuate dagli operatori Ambrosio sul luogo del disastro.
Vengono attribuite a questo primo periodo anche la comica Il cappello nella minestra del 1905 e i documentari: Le manovre degli alpini al Colle della Ranzola e I lancieri di Savoia entrambi del 1905.

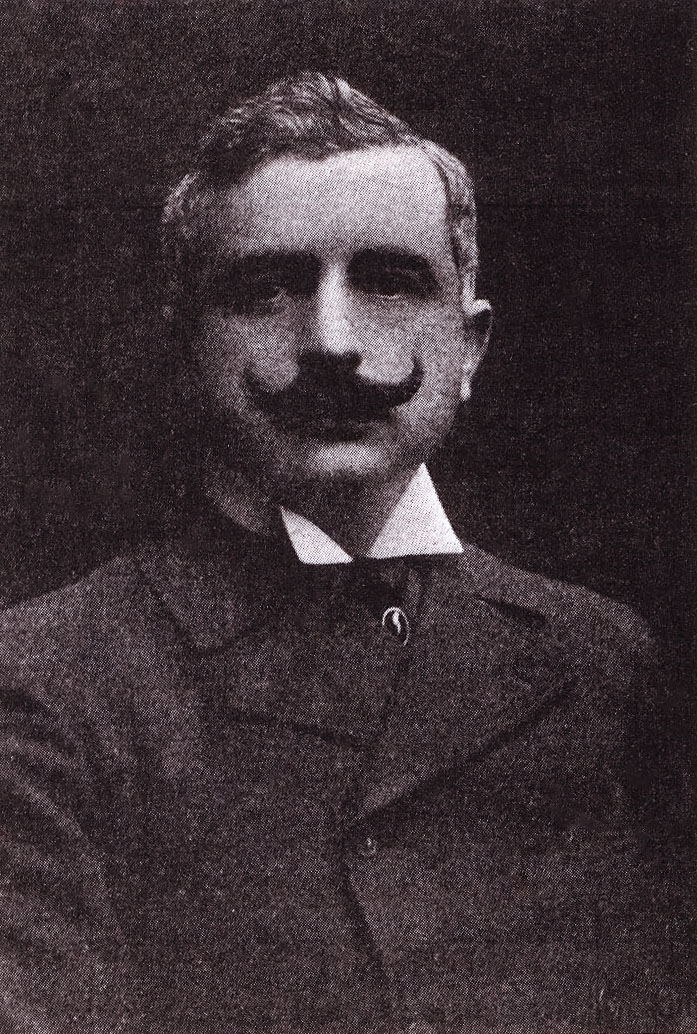
Alfredo Gandolfi nel 1912

Dopo queste prime esperienze rivelatesi positive, Ambrosio assieme al commerciante Alfredo Gandolfi, decise di dar vita il 2 maggio 1906 ad una società in nome collettivo specializzata nel campo della produzione cinematografica, denominata Arturo Ambrosio & C. s.n.c. con capitale sociale di lire 84.000, sede in via Santa Teresa e teatro di posa allestito nella sua villa in via Nizza 187.
Tra i primi collaboratori di Ambrosio, oltre ad Omegna, vi furono anche l'attore teatrale Luigi Maggi, assunto come direttore artistico e regista principale della casa, Giovanni Vitrotti che svolse il ruolo di operatore e regista, il giornalista Ernesto Maria Pasquali come responsabile dei soggetti (al quale poi succedette il collega Arrigo Frusta) e i pittori Decoroso Bonifanti e Paolo Borgogno, cognato di Ambrosio, come scenografi.
Per quanto riguardava il cast artistico, furono scritturati diversi attori del teatro dialettale piemontese appartenenti alle compagnie di Cuniberti e alla Compagnia filodrammatica di Maggi.
Le produzioni iniziali della manifattura torinese riguardarono essenzialmente documentari di attualità e di carattere scientifico (questi ultimi tutti diretti da Omegna), brevi film "a soggetto" e comiche interpretate dall'attore dialettale Ernesto Vaser. Nei suoi primi mesi di vita l'impresa acquisì un ritmo notevole, e grazie ai successi ottenuti, il 16 aprile 1907 fu trasformata in società anonima con un capitale sociale di lire 700.000 ed assunse la denominazione Società Anonima Ambrosio, che divenne nota semplicemente come Ambrosio Film.
Successivamente Ambrosio acquistò una sala cinematografica in via Catania 30 nel quartiere Borgo Rossini, e vi creò così un nuovo e grosso stabilimento di produzione cinematografica. Quello dell'Ambrosio fu il primo stabilimento cinematografico d'Italia e uno dei primi del mondo. Nonostante il sorgere di altre case cinematografiche a Torino e in altre città italiane, la Ambrosio Film divenne in poco tempo la più grande casa cinematografica nazionale dell'epoca muta.

### Successo internazionale deGli ultimi giorni di Pompeie comiche diRobinet

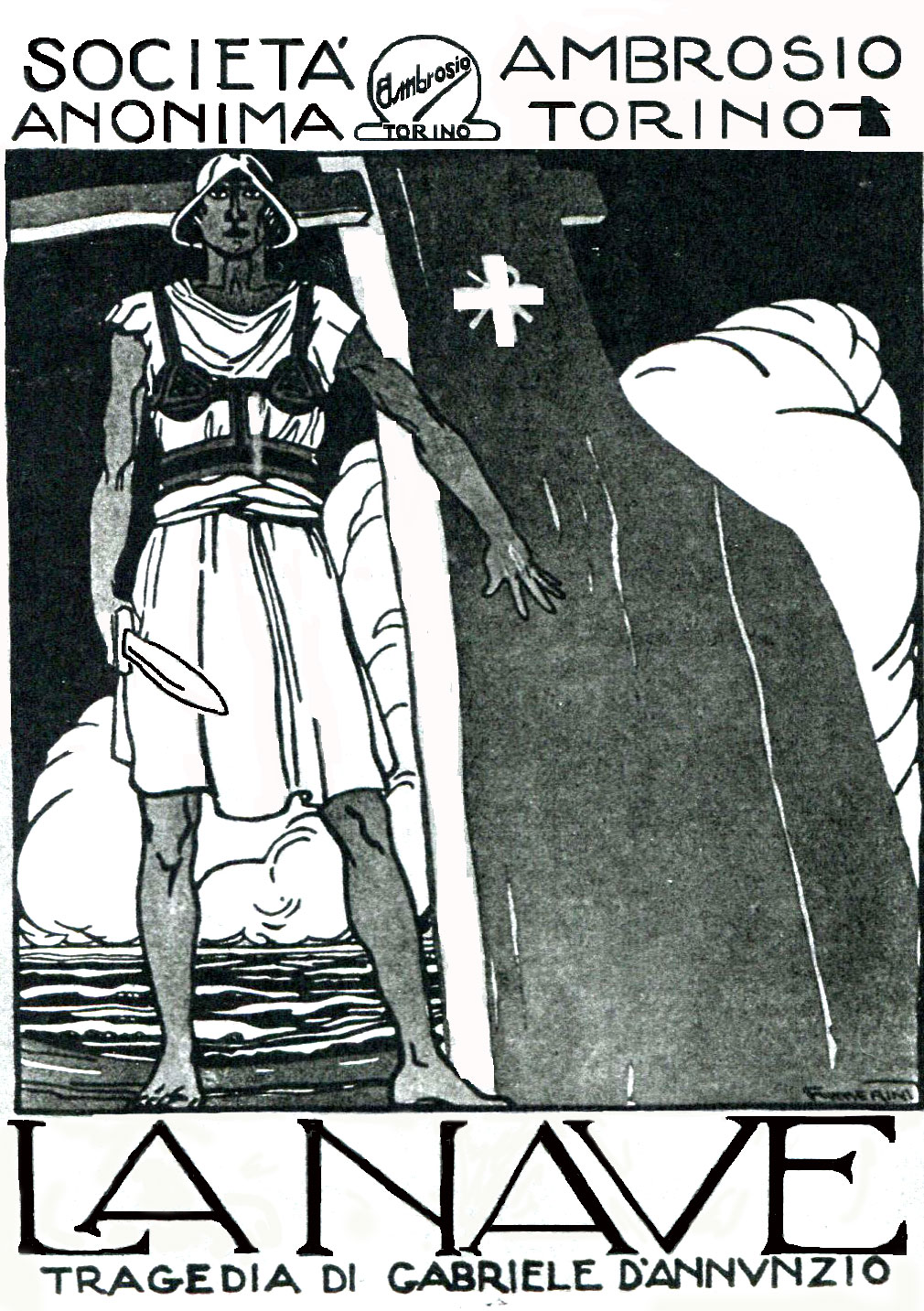
Immagine promozionale de La nave, 1921

La nuova società ampliò la propria produzione ad altri generi cinematografici. Si iniziò con il genere storico-letterario, ma soprattutto con il peplum. Nel 1908 fu girato Gli ultimi giorni di Pompei interpretato da Lydia De Roberti e Umberto Mozzato, ispirato all'omonimo romanzo di Edward Bulwer-Lytton del 1834,  che fu il primo film storico-epico del cinema italiano e che riscosse uno strepitoso successo internazionale.

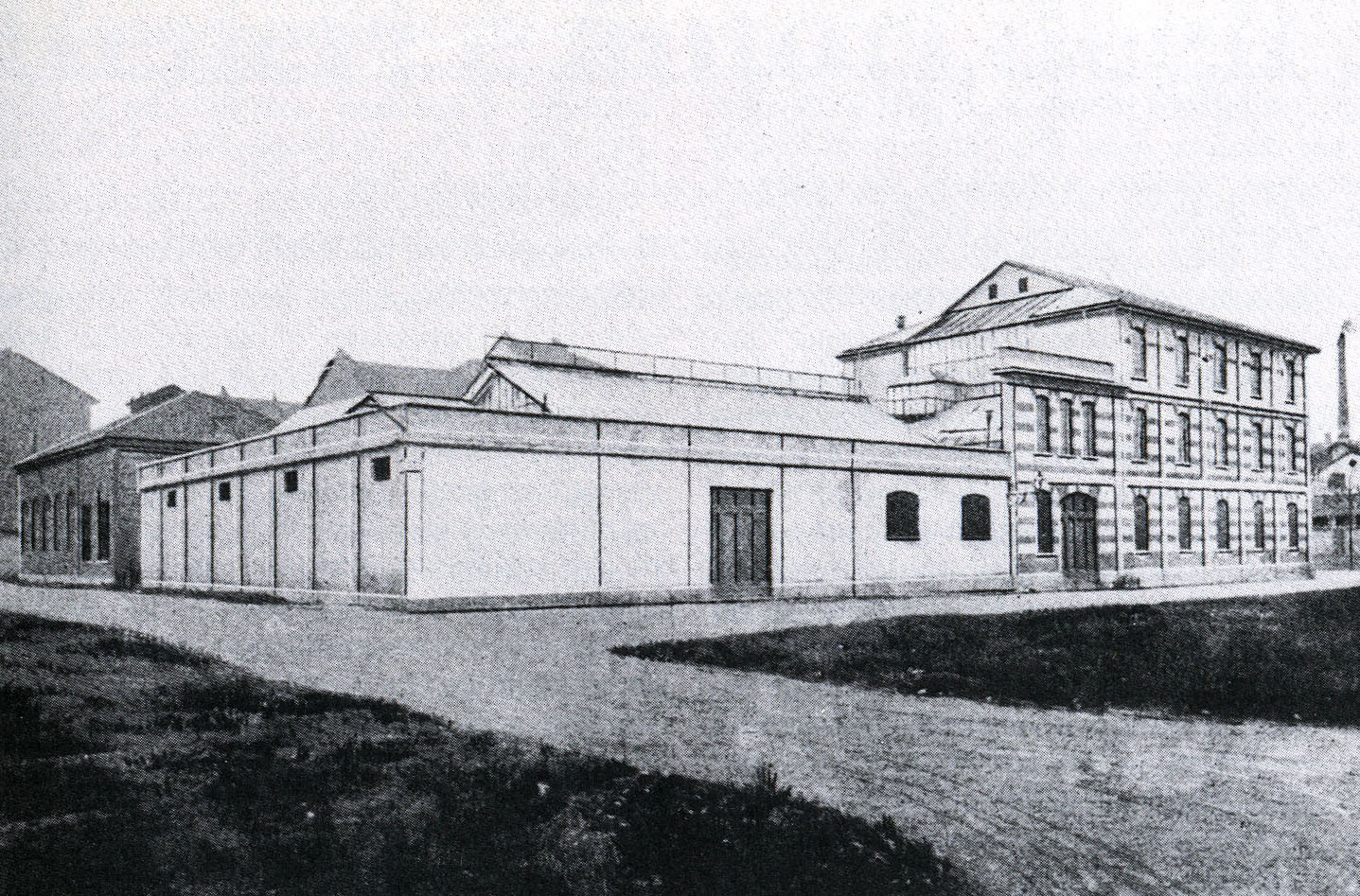
Stabilimenti Ambrosio a Torino

Grazie a questo cortometraggio, la Ambrosio Film assunse quindi rilevanza mondiale, esportò le proprie pellicole all'estero, che furono così proiettate in molte sale cinematografiche in Europa e negli Stati Uniti. La distribuzione estera delle pellicole Ambrosio arrivò anche fino alla Russia, paese in cui operavano da vari anni indisturbate le case francesi, Pathé e Gaumont, e dove la stessa casa torinese nel 1909 inviò il suo operatore Vitrotti, che girò alcuni film e contribuì agli inizi della produzione cinematografica russa.
Nel 1910 ingaggiò il comico spagnolo Marcel Fabre, avviando la produzione di cortometraggi comici della serie di Robinet, in risposta alla concorrente Itala Film che aveva ingaggiato il più famoso comico francese André Deed (Cretinetti). Oltre a Fabre altri attori comici della casa furono, oltre al già citato Vaser che fu interprete del personaggio di Fricot, l'attore Cesare Gravina interprete del personaggio di Butalin.

### «Serie d'oro» (1909-1918)
Successivamente al grande successo de Gli ultimi giorni di Pompei, nel 1909 si diede avvio alla produzione di una serie di film della cosiddetta «Serie d'oro» dell'Ambrosio, inaugurata con i film Spergiura! e Nerone. Furono in seguito prodotti altri film di carattere storico come Amore e patria, Galileo Galilei, Luigi XI, re di Francia e Torquato Tasso, che ebbero tra i protagonisti la coppia formata da Alberto Capozzi e Mary Cleo Tarlarini.
I successi della compagnia proseguirono nel 1911 con pellicole come il dramma Nozze d'oro diretto da Luigi Maggi, che si aggiudicò il primo premio al Concorso Cinematografico organizzato in occasione dell'Esposizione Internazionale di Torino. Un altro successo lo ottenne il documentario La vita delle farfalle diretto da Roberto Omegna su soggetto del poeta Guido Gozzano, premiato in quella stessa esposizione come miglior film scientifico.
Furono di seguito scritturate personalità più o meno affermate del cinema e del teatro italiano dell'epoca, come i registi Eduardo Bencivenga, Carlo Campogalliani e Mario Caserini, gli attori Mario Bonnard, Camillo De Riso, Angelo Pezzaglia, Oreste Grandi, Febo Mari, Eleuterio Rodolfi e Cesare Zocchi Collani, attrici come Antonietta Calderari, Maria Caserini (moglie del precedente), Gigetta Morano, Fernanda Negri Pouget e l'attrice-bambina Maria Bay, interprete quest'ultima di alcuni corti della serie Firulì.
Nel 1912 fu realizzato il mediometraggio storico, I mille diretto da Alberto Degli Abbati, su soggetto dello scrittore garibaldino Giuseppe Cesare Abba e riduzione del poeta Vittorio Emanuele Bravetta, con protagonisti Mary Cleo Tarlarini e Vitale De Stefano, ispirato all'episodio delle imprese militari di Garibaldi in Sicilia.
Nel 1913 sede legale e stabilimento di produzione furono spostati rispettivamente in via XX Settembre 36 e in via Mantova 56, sempre nella stessa zona della città. Sorse infatti un grande complesso di oltre mille metri quadri all'avanguardia in Europa, dotato di elevatori, ponti, passerelle scorrevoli e accorgimenti per la climatizzazione.
Sempre nel 1913 furono girate una nuova riduzione de Gli ultimi giorni di Pompei diretto da Caserini e Rodolfi (peraltro uscito in contemporanea a quello prodotto dalla Pasquali Film), numerose commedie dalla coppia Rodolfi-Morano, due film della serie Griffard diretti e interpretati da De Stefano, I promessi sposi di Rodolfi, ma soprattutto il lungometraggio Le avventure straordinarissime di Saturnino Farandola, ispirato al romanzo di Albert Robida del 1879, diretto e interpretato da Marcel Fabre, protagonista con Nilde Baracchi, che fu uno dei film più bizzarri della storia del cinema.
Nel 1914 furono girati i film tratti da soggetti shakespeariani, quali Amleto interpretato dall'attore britannico Hamilton Revelle e Otello, il cui protagonista fu Paolo Colaci. Fu anche girato il risorgimentale Il dottor Antonio diretto da Eleuterio Rodolfi. Sempre nello stesso anno, venne girato in coproduzione con la Vesuvio Films il cortometraggio scientifico La vita negli abissi del mare, che ebbe Edoardo Bosio come regista e fotografo.
Con lo scoppio della prima guerra mondiale e il successivo intervento militare italiano avvenuto nel 1915, la capacità produttiva dell'Ambrosio subì una lieve contrazione. Dalla casa torinese uscirono comunque pellicole di buona fattura, tra i titoli vi furono Gli emigranti, Il cuore non invecchia, L'onore di morire, La Gorgona, Romanticismo (1915), L'apostolo, La presa della Bastiglia, i "dannunziani" La fiaccola sotto il moggio e La Gioconda, Val d'olivi (1916), Cenere (unica interpretazione cinematografica di Eleonora Duse), Il fauno, Il fiacre n. 13, Il siluramento dell'Oceania, Lucciola (1917), Ercole, Gyp (1918) e altri.

### Sviluppo edilizio in Borgo Rossini (1911-1916)
Nel 1911  la società Ambrosio decise di costruire nuovi impianti riadattando ad altri usi il vecchio stabilimento di via Catania; il nuovo lotto era a poche decine di metri dal vecchio studio,  compreso fra le vie Mantova e Modena e la riva della Dora e misura 5300 metri quadrati circa. Il nuovo complesso, edificato dall'ingegnere Pietro Fenoglio, protagonista assoluto dello stile liberty a Torino, appare concepito con buona conoscenza dei problemi tecnici, risolti con alcune brillanti soluzioni.  Fenoglio imposta il gran teatro di posa che misura 50x25x7metri con robusti pilastri di ferro a reggere le incavallature del tetto vetrato a due falde sormontato da un lucernario; il teatro, sopraelevato rispetto al terreno, sorge su un basamento in cemento armato, sotto il quale si trova uno spazio di uguali dimensioni, adibito a laboratorio e magazzino degli scenari, spazi collegati da un montacarichi che permette la comunicazione attraverso una botola.Tutta la lunghezza del teatro era percorsa da un carro gru di 2 metri per 2, con portata di una tonnellata, per permettere le riprese aeree ed illuminazioni particolari. La palazzina destinata a ospitare gli uffici e alcuni laboratori tecnici era attigua al teatro di posa; affacciata su via Mantova, a due piani fuori terra, la costruzione presenta oggi una facciata inalterata dall’epoca di costruzione. Al di là di un ampio cortile, un altro corpo di fabbrica, affiancato su via Modena, ospitava laboratori e garage; in fondo al cortile, un terzo fabbricato, a uso magazzino, collegava le due ali del complesso. L’ampio spazio compreso fra i tre fabbricati era aperto sul quarto lato verso il fiume, da cui è separato solo da un argine erboso, fornendo in tal modo buone possibilità per le riprese in esterni. Nella palazzina di via Mantova, al piano terreno erano collocati gli uffici di Ambrosio, Omegna, Frusta, Rodolfi e dello scultore Ridoni, quest’ultimo attiguo ad una stanza destinata ai pittori scenografi; al primo piano, spazi per gli operatori e i fotografi, e una piccola camera oscura per prova di sviluppo. Gli altri corpi di fabbrica ospitvaano, al piano terreno, officine e laboratori d’ogni tipo, mentre al piano superiore trovavano posto il laboratorio di sartoria e il guardaroba, in comunicazione con i camerini e gli spogliatoi per gli attori e le comparse; attraverso una grande scalinata i camerini comunicavano direttamente con il teatro di posa.
Tra la fine del 1914 e l’inizio del 1915 la Società Ambrosio acquistò un vasto appezzamento di terreno adiacente a quanto già in suo possesso, così da costruire un lotto unico; scopo dell’acquisto era avere a disposizione grandi spazi per riprese d’esterni e un lungo fronte sulla riva del fiume, oltre a poter contare su un teatro di posa supplementare. La della crisi europea stava però sopraggiungendo e investirà anche l’Ambrosio stessa; nel 1916 l’azienda sospenderà la produzione per tre anni e dalla crisi non si riprenderà più. Il teatro non verrà costruito e i terreni saranno destinati ad orti.
L'edificio è tuttora esistente e sede di attività creative e culturali

### Declino e chiusura
Nel 1919 la Ambrosio Film entrò a far parte dell'Unione Cinematografica Italiana. In seguito, nel capitale della società fece il suo ingresso l'industriale Armando Zanotta, titolare delle Officine Meccaniche Zanotta di Milano, con le quali a partire dal 1920 produsse alcuni film che furono firmati con il marchio Ambrosio-Zanotta.
Ma la crisi del cinema italiano esplosa alla fine della Grande Guerra, conseguenza della crisi generale dell'economia italiana, e dovuta soprattutto al calo della produzione cinematografica nazionale, portò in breve tempo alla chiusura di diverse aziende del settore, e da questa crisi fu investita pure la Ambrosio Film, nonostante fosse una delle poche realtà, in una situazione totale di agonia dell'industria cinematografica italiana, a competere sul mercato internazionale. Dopo la guerra infatti la Ambrosio cercò di rilanciarsi attraverso le costose produzioni di film come  Il giro del mondo di un birichino di Parigi, La nave (1921) e soprattutto Teodora (1922) interpretato da Rita Jolivet, Ferruccio Biancini e René Maupré, ma furono fallimenti economici e la produzione venne sospesa.
La società, su richiesta di alcuni azionisti di minoranza, venne posta in liquidazione e dichiarata fallita il 4 dicembre 1924.

## Filmografia parziale
La Ambrosio Film nel suo periodo di attività sino alla chiusura produsse complessivamente oltre 1.400 film di varia metratura e vario genere (documentari, commedie, drammatici, storici). Ecco una lista di alcune tra le più significative pellicole realizzate dalla casa torinese:

### Anni 1900
- Avventura di un ubriaco, regia di Roberto Omegna (1906)
- Caccia alla volpe, regia di Giovanni Vitrotti (1906)
- Dottor Isnardi: amputazione, regia di Roberto Omegna (1907)
- Il Natale del perdono, regia di Giovanni Vitrotti (1907)
- L'amico della vedova, regia di Giovanni Vitrotti (1907)
- Le cascate dell'Ignazù, regia di Roberto Omegna (1907)
- Marco Licinio, regia di Arturo Ambrosio (1907)
- Vendetta alsaziana, regia di Luigi Maggi (1907)
- Caccia al leopardo, regia di Roberto Omegna (1908)
- Gli ultimi giorni di Pompei, regia di Arturo Ambrosio e Luigi Maggi (1908)
- Il conte di Montecristo, regia di Luigi Maggi (1908)
- Lo stretto di Messina, regia di Giovanni Vitrotti (1909)
- Amore e patria, regia di Luigi Maggi (1909)
- Galileo Galilei, regia di Arturo Ambrosio e Luigi Maggi (1909)
- Il piccolo vandeano, regia di Luigi Maggi (1909)
- L'orfanella di Messina, regia di Giovanni Vitrotti (1909)
- Luigi XI, re di Francia, regia di Luigi Maggi (1909)
- Signori ladri, regia di Luigi Maggi (1909)
- Spergiura!, regia di Arturo Ambrosio e Luigi Maggi (1909)
- Torquato Tasso, regia di Luigi Maggi (1909)

### Anni 1910

Ernesto Vaser, spesso interprete o regista di Fricot

- Alibi atroce, regia di Luigi Maggi (1910)
- Didone abbandonata, regia di Luigi Maggi (1910)
- Estrellita, regia di Luigi Maggi (1910)
- Fricot va in collegio, regia di Marcel Fabre (1910)
- Perché Fricot fu messo in collegio, regia di Marcel Fabre (1910)
- Fricot impara un mestiere, regia di Marcel Fabre (1910)
- Fricot impiegato municipale, regia di Marcel Fabre (1910)
- Fricot diventa libertino, regia di Marcel Fabre (1910)
- Il parapioggia di Fricot, regia di Marcel Fabre (1910)
- Il corriere dell'imperatore, regia di Luigi Maggi (1910)
- La fucina, regia di Luigi Maggi (1910)
- La presa di Saragozza, regia di Luigi Maggi (1910)
- La vergine di Babilonia, regia di Luigi Maggi (1910)
- Il segreto della fidanzata, regia di Luigi Maggi (1910)
- Perché Fricot fu messo in collegio, regia di Marcel Fabre (1910)
- La vita delle farfalle, regia di Roberto Omegna e Guido Gozzano (1911)
- Il convegno supremo, regia di Luigi Maggi (1911)
- Il debito dell'Imperatore, regia di Luigi Maggi (1911)
- Il demone, regia di Giovanni Vitrotti (1911)
- Sogno d'un tramonto d'autunno, regia di Luigi Maggi (1911)
- L'adultera, regia di Mario Caserini (1911)
- L'innocente, regia di Edoardo Bencivenga (1911)
- La dannazione di Caino, regia di Luigi Maggi (1911)
- La madre e la morte, regia di Arrigo Frusta (1911)
- La regina di Ninive, regia di Luigi Maggi (1911)
- La figlia di Jorio, regia di Arrigo Frusta (1911)
- La tigre, regia di Luigi Maggi (1911)
- Nozze d'oro, regia di Luigi Maggi (1911)
- Sisto V, regia di Luigi Maggi (1911)
- I cavalieri di Rodi, regia di Mario Caserini (1912)
- I mille, regia di Alberto Degli Abbati (1912)
- Il pellegrino, regia di Mario Caserini (1912)
- Il vecchio nido, regia di Luigi Maggi (1912)
- La Gioconda, regia di Luigi Maggi (1912)
- La corda dell'arco, regia di Mario Caserini (1912)
- La mala pianta, regia di Mario Caserini (1912)
- La moglie del mio cliente, regia di Eleuterio Rodolfi (1912)
- La nave, regia di Edoardo Bencivenga (1912)
- La nave dei leoni, regia di Luigi Maggi (1912)
- Parsifal, regia di Mario Caserini (1912)
- Santarellina, regia di Mario Caserini (1912)
- Satana, regia di Luigi Maggi (1912)
- Se fossi Re!, regia di Eduardo Bencivenga (1912)
- Sigfrido, regia di Mario Caserini (1912)
- Viaggio di nozze, regia di Alberto Degli Abbati (1912)
- Dante e Beatrice, regia di Mario Caserini (1913)
- Agenzia Griffard, regia di Vitale De Stefano (1913)
- Cenerentola, regia di Eleuterio Rodolfi (1913)
- Fricot trasloca, regista sconosciuto (1913)
- Fricot e la statua, regista sconosciuto (1913)
- Fricot soldato, regista sconosciuto (1913)
- Fricot ha freddo, regista sconosciuto (1913)
- Fricot emulo di Sherlok Holmes, regista sconosciuto (1913)
- Fricot cantastorie, regia di Luigi Maggi (1913)
- Fricot ne sa abbastanza, regia di Ernesto Vaser (1913)
- Madame Fricot è gelosa, regia di Ernesto Vaser (1913)
- Gli artigli di Griffard, regia di Vitale De Stefano (1913)
- Gli ultimi giorni di Pompei, regia di Eleuterio Rodolfi (1913)
- Il critico, regia di Febo Mari (1913)
- Il matrimonio di Figaro, regia di Luigi Maggi (1913)
- I promessi sposi, regia di Eleuterio Rodolfi (1913)
- Il notturno di Chopin, regia di Luigi Maggi (1913)
- L'oca alla Colbert, regia di Eleuterio Rodolfi (1913)
- La torre dei vampiri, regia di Gino Zaccaria (1913)
- Michele Perrin, regia di Eleuterio Rodolfi (1913)
- Amleto, regia di Arturo Ambrosio (1914)
- Amor pedestre, regia di Marcel Fabre (1914)
- Fata Morgana, regia di Edoardo Bencivenga (1914)
- Fricot e la grancassa, regia di Ernesto Vaser (1914)
- La domenica della famiglia Fricot, regia di Ernesto Vaser (1914)
- L'energia di Fricot, regia di Marcel Fabre (1914)
- Il dottor Antonio, regia di Eleuterio Rodolfi (1914)
- Il leone di Venezia, regia di Luigi Maggi (1914)
- L'anniversario, regia di Riccardo Tolentino (1914)
- La mamma è morta, regista sconoscciuto (1914)
- Lanterna rossa, regista sconoscciuto  (1914)
- L'eterno fidanzamento, regia di Riccardo Tolentino (1914)
- Il poeta, regia di Eleuterio Rodolfi (1914)
- Il violino di Ketty, regia di Carlo Campogalliani (1914)
- La donna economa, regia di Marcel Fabre (1914)
- La gerla di papà Martin, regia di Eleuterio Rodolfi (1914)
- Napoleone, epopea napoleonica, regia di Eduardo Bencivenga (1914)
- Otello, regia di Arrigo Frusta (1914)
- La vita negli abissi del mare, regia di Edoardo Bosio (1914)
- La Gorgona, regia di Mario Caserini (1915)
- Cuore ed arte, regia di Eduardo Bencivenga (1915)
- Fricot e il telefono, regia di Ernesto Vaser (1915)
- Fricot conquistatore, regia di Ernesto Vaser (1915)
- Fricot pacifista, regia di Ernesto Vaser (1915)
- Gli emigranti, regia di Gino Zaccaria (1915)
- Il cuore non invecchia, regia di Eleuterio Rodolfi (1915)
- Il yacht misterioso, regia di Adelardo Fernández Arias e Marcel Fabre (1915)
- I soldatini del Re di Roma, regia di Eleuterio Rodolfi (1915)
- L'onore di morire, regia di Eduardo Bencivenga (1915)
- La colpa del morto, regia di Marcel Fabre (1915)
- La scintilla, regia di Eleuterio Rodolfi (1915)
- Romanticismo, regia di Carlo Campogalliani (1915)
- Vita venduta, regia di Alberto Capozzi (1915)
- Amore tragico, regia di Giuseppe Pinto (1916)
- Cenere, regia di Febo Mari (1916)
- Davanti alla legge, regia di Carlo Campogalliani (1916)
- Eva nemica, regia di Giuseppe Pinto (1916)
- Fricot domatore, regia di Ernesto Vaser (1916)
- Il diamante azzurro, regia di Giuseppe Pinto (1916)
- L'apostolo, regia di Gero Zambuto (1916)
- L'isola tenebrosa, regia di Carlo Campogalliani (1916)
- La collana della felicità, regia di Carlo Campogalliani (1916)
- La fiaccola sotto il moggio, regia di Eleuterio Rodolfi (1916)
- La Gioconda, regia di Eleuterio Rodolfi (1916)
- La presa della Bastiglia, regia di Eleuterio Rodolfi (1916)
- La trovata del brasiliano, regia di Filippo Costamagna (1916)
- Val d'olivi, regia di Eleuterio Rodolfi (1916)
- Zvani, regia di Gino Zaccaria (1916)
- Il fauno, regia di Febo Mari (1917)
- Il fiacre n. 13, regia di Alberto Capozzi e Gero Zambuto (1917)
- Il romanzo di Maud, regia di iana Karenne (1917)
- Il siluramento dell'Oceania, regia di Augusto Genina (1917)
- La spirale della morte, regia di Filippo Costamagna e Domenico Gambino (1917)
- Lucciola, regia di Augusto Genina (1917)
- Maschiaccio, regia di Augusto Genina (1917)
- Attila, regia di Febo Mari (1918)
- Chonchette, regia di Paolo Trinchera (1918)
- Ercole, regia di Febo Mari (1918)
- Gyp, regia di Domenico Gambino e Paolo Trinchera (1918)
- Il segreto del vecchio Giosuè, regia di Eugenio Testa (1918)
- La maschera del barbaro, regia di Paolo Trinchera (1918)
- Lagrime del popolo, regia di Mario Roncoroni (1918)
- Noblesse oblige, regia di Marcello Dudovich (1918)
- Champagne caprice, regia di Achille Consalvi (1919)
- Il medico delle pazze, regia di Mario Roncoroni (1919)
- L'amante della luna, regia di Achille Consalvi (1919)
- La cantoniera n. 13, regia di Luigi Maggi (1919)
- La maschera di Venere, regia di Telemaco Ruggeri (1919)
- Zavorra umana, regia di Gustavo Zaremba de Jaracewsky (1919)

### Anni 1920
- Elevazione, regia di Telemaco Ruggeri (1920)
- Gens nova, regia di Luigi Maggi (1920)
- L'orchidea fatale, regia di Aleksandr Rosenfeld e Aleksandr Uralsky (1920)
- La bambola e il gigante, regia di Ermanno Geymonat (1920)
- La catena, regia di Aleksandr Rosenfeld e Aleksandr Uralsky (1920)
- La girandola di fuoco, regia di Eugenio Testa (1920)
- Lord Bluff, regia di Aleksandr Rosenfeld (1920)
- Uomini gialli, regia di Eugenio Testa (1920)
- Amore in fuga, regia di Ermanno Geymonat (1921)
- Canaglia dorata, regia di Achille Consalvi (1921)
- Il giro del mondo di un birichino di Parigi, regia di Luigi Maggi e Dante Cappelli (1921)
- Il palazzo dei sogni, regia di Aleksandr Rosenfeld (1921)
- L'immortale, regia di Guido Parish (1921)
- La figlia delle onde, regia di Guido Parish (1921)
- La Madonna della robbia, regia di Guido Parish (1921)
- La nave, regia di Gabriellino D'Annunzio e Mario Roncoroni (1921)
- Le smorfie di Pulcinella, regia di Gabriellino D'Annunzio (1921)
- Madame l'Ambassadrice, regia di Ermanno Geymonat (1921)
- Mara West, regia di Aleksandr Rosenfeld (1921)
- Bufera, regia di Guido Parish (1922)
- Ferro di cavallo, regia di Dante Cappelli (1922)
- L'uomo che dormì 130 anni, regia di Aleksandr Rosenfeld (1922)
- La sposa perduta, regia di Achille Consalvi e Guido Parish (1922)
- Teodora, regia di Leopoldo Carlucci (1922)
- Quo vadis?, regia di Gabriellino D'Annunzio e Georg Jacoby (1924)